# Une sorcière comme les autres (album)
Albums de Anne Sylvestre
Les Pierres dans mon jardin Comment je m'appelle
Une sorcière comme les autres est un album d'Anne Sylvestre paru dans la maison de production qu'elle a créée.

## Historique
Sorti en 1975, c'est le onzième album d'Anne Sylvestre.

## Titres
Toutes les chansons sont écrites et composées par Anne Sylvestre.
| No  | Titre                                  | Durée      |
| --- | -------------------------------------- | ---------- |
| 1.  | Une sorcière comme les autres          | 7 min 08 s |
| 2.  | Faites-nous des chansons               | 3 min 50 s |
| 3.  | Grand'Mère                             | 4 min 45 s |
| 4.  | L'éternelle histoire                   | 3 min 15 s |
| 5.  | Bergère                                | 2 min 57 s |
| 6.  | Java d'autre chose                     | 3 min 50 s |
| 7.  | Mariette et François                   | 5 min 00 s |
| 8.  | V'là l'printemps gnan gnan             | 2 min 38 s |
| 9.  | L'Enfant qui pleure (au fond du puits) | 3 min 30 s |
| 10. | La Vache engagée                       | 3 min 30 s |

## Musiciens
- Direction musicale : François Rauber

## Production
- Anne Sylvestre
- Prise de son : Gérard Pillant (studio ETA Gaffinel)
- Distribution : Barclay[1]